# Pozo de Villa
Pozo de Villa är en ort i Mexiko.   Den ligger i kommunen Santiago Ixcuintla och delstaten Nayarit, i den centrala delen av landet, 700 km väster om huvudstaden Mexico City. Pozo de Villa ligger 12 meter över havet och antalet invånare är 616.
Terrängen runt Pozo de Villa är mycket platt. Runt Pozo de Villa är det ganska glesbefolkat, med 45 invånare per kvadratkilometer. Närmaste större samhälle är Santiago Ixcuintla, 10,2 km öster om Pozo de Villa. Trakten runt Pozo de Villa består till största delen av jordbruksmark.